# ハマトラ (アニメ)
『ハマトラ』は、テレビアニメ・漫画を中心に展開する日本のメディアミックス作品。テレビアニメ版は2014年1月から3月にかけて第1期がテレビ東京ほかにて放送され、同年7月から9月にかけて第2期『Re:␣ ハマトラ』（リプライ ハマトラ）が放送された。
漫画版はテレビアニメ版に先行し、2013年11月より2014年12月まで、『週刊ヤングジャンプ』にて連載された。また、ゲーム版、小説版も発売され、2014年8月と2015年3月に舞台化された。
2015年11月には、劇場版アニメ「Fw:ハマトラ」（フォワード ハマトラ）が公開。SDキャラによるテレビアニメ「ミニはま」も放送。

## 概要
2013年10月3日、『週刊ヤングジャンプ』にてプロジェクト始動が発表された。内容は「ミニマムホルダー」と呼ばれる特殊能力者を巡るストーリーが展開する。『閃乱カグラ』シリーズや『428 〜封鎖された渋谷で〜』で脚本を手掛けた北島行徳がプロジェクト構成、『Persona4 the ANIMATION』や『ダンガンロンパ 希望の学園と絶望の高校生 The Animation』等の作品を手がけてきた岸誠二が総監督 を務める。また、総監督の岸が監督を務めた『DEVIL SURVIVOR 2 the ANIMATION』制作班が独立して設立した新会社「NAZ」が、アニメーション制作 を担当する。

## ストーリー
2014年の横浜。ミニマムという超常的な能力を持ったミニマムホルダーであるナイスとムラサキのコンビ「ハマトラ」はカフェ・ノーウェアを拠点に探偵業を営み、ミニマムを使って普通では解決できないような事件を解決していた。ある日、そこへ寄せられた依頼がハマトラの旧友で警察官のアートの担当する事件と繋がっており、彼からミニマムホルダーだけを狙った連続猟奇殺人事件について告げられる。犠牲者が増えるにつれ、後発ミニマムホルダーの存在が明らかになり、その背後にいるモラルという研究者にいきつくが、知略とミニマムによって証拠を一切残さない彼により、アートは暗殺されてしまう。一般人の間でもミニマムの噂が広がりつつある中、横浜で後発ミニマムホルダーが暴れ出し、ミニマムについて世間が知るところになる。ミニマム差別が横行し混沌を極める横浜で、ナイスは一連の事件の犯人であるモラルにたどり着く。モラルと戦うナイスの前に死んだはずのアートが現れ、モラルを射殺することでこの事件は幕を閉じる。
「Re:␣ ハマトラ」はその3ヶ月後が舞台となる。事件でのナイスの活躍が大々的に報じられたことで、暴動は沈静化し、ミニマム差別も鳴りを潜めた。依頼や事件を解決するカフェ・ノーウェアの面々にミニマムの副作用が現れ始める。一方で再生のミニマムに目覚めたアートは警察を離れミニマムホルダーを襲撃しモラルの研究を利用し能力を奪い始める。そんなアートと、野良ミニマムホルダーの自由を獲得するために活動を激化するフリーマムと名乗る集団が協力関係になる。アートを単独で追っていたアートの元相棒・ガスケがフリーマムの手により殺害され、ナイスが闇雲にアートを探す中、アートがムラサキに接触しナイスを殺すと宣言する。そんな中、フリーマムにはじめが誘拐され、はじめは周囲のミニマムホルダーの副作用がミニマムを消し去るはじめのミニマム能力によるものだと知る。国は凶悪化するミニマム犯罪に規制を強くしようとするが、フリーマムは横浜に日本中のミニマムホルダーを集め、ミニマムホルダーだけの特区を作るために占拠する。要求を受け入れさせるために一般人の虐殺を始めるフリーマム。カフェ・ノーウェアの面々も奮闘する中、アートがフリーマムを裏切り、その騒乱を止める。アートの真の目的は、ミニマム機関に利用され死んだ弟・スキルのために、全てのミニマムを根絶することだった。はじめのミニマムを暴発させ目的を成そうとするアートだったが、ナイスにスキルの真意を気付かされアートの野望は潰えることとなった。

## 用語解説
ミニマム
特定の行動を発動条件として発揮される人知を超えた超常的な能力。名前の由来は「小さな奇跡」。基本的に自他ともに「○○のミニマム」と称している場合がほとんどだが、ナイスなどファクルタースの卒業生たちは、自分達のミニマムに何らかのネーミングをしていることがある。これは、漫画版によるととある人物がある「想い」を込めて本人が鑑賞した邦画のタイトルに準えて命名したもの。本来、ミニマムは生まれながらにして持つ先天的な能力であり、後天的に覚醒するのは本来ありえないとされる。一般には公表されていなかったが、第10話でモラル達によって情報が流出して存在が明らかになり、普通の人間とミニマムホルダーとの間でお互いの不信感から亀裂や暴動が続発するようになった。また、上記のようにミニマムの能力には「特殊な動作」がトリガーとなっているが、元来では使用者が任意で自由に発動できるはずのものが、ある人物の仕業でミニマムを封じられたナイスたちが偶発的に発見したという経緯がある。
副作用（反動）
第2期で確認された、ミニマムの発動条件とは別に発動直後のミニマムホルダーを襲う謎の症状（症例は各キャラクターを参照）。
ナイスの近辺にいるミニマムホルダー達に発生し、危険性から能力の多用が懸念された。実はその真相は、「虚無のミニマム」を持つはじめが無自覚に周囲の人間に干渉し、彼らのミニマムが消失する前兆として起こり得た現象。ナイス不在の間最もはじめと長い時間を共にしていたムラサキは、その症状が著しく、遂にはミニマムを失ってしまった。
ミニマムホルダー
ミニマムを使用できる人間のこと。そのほとんどは後述の「ファクルタース学園」での教育を得て、社会的貢献を目指す地位と職場を持っているが、管轄外の「野良ミニマムホルダー」や、後述の「後発ミニマムホルダー」などがミニマムを犯罪に悪用することもある。
後発ミニマムホルダー
本来は存在しないはずの「後天的な」ミニマムホルダー。しかし、実際にはオリジナルのミニマムの脳髄さえあれば実現可能らしく、モラルによる「連続猟奇殺人」を皮切りにその存在が明らかになった。第1期のモラルと第2期のアートではそれぞれ行動原理が異なり、前者の場合は先述のようにオリジナルを殺害して脳髄を強奪、後者の場合は本人からアンプルを介して必要な因子を抜き取っている。アートの場合はオリジナルのホルダーが死亡することは無いものの、夢心地のように精神が異常なまでに沈静化され、無気力になってしまう（レシオ曰く「自分達の大切なもの（ミニマム）を奪われた事実にさえ気づいていない」）。
ファクルタース学園
ミニマム能力の素質を持つ人間が集められた学園。横浜市にある。ミニマムホルダーを「社会」に貢献できる逸材にするように育成する一方で、彼らの能力が悪用されないように管理している。しかし、その裏ではスキルのミニマム（後述）を使って人造的にミニマムホルダーを生み出そうとしていたなど、非人道的な実験を行っていた。政府直営の機関で、その存在はミニマムと同様に秘匿されていたが、こちらもモラルの手によってその存在と関係者（卒業生含む）の個人情報が世間に流出してしまった。
カフェノーウェア
増加する野良のミニマムホルダーによる犯罪への対処として、ファクルタース学園はOBに捜査を委託することで事態を改善しようとした、その学園OBらが集められたのがこのカフェであり学園からの依頼の元締め的存在。
コネコがオーナーをしている。
フリーマム
野良のミニマムホルダー達がファクルタース学園の管轄での生活を強いられることを拒否して結成したならず者の集団。当初は同胞のミニマムを手厚く歓迎する偽善団体のように思われたが、実際には能力を持たない人間達からミニマムホルダー達の自由を勝ち取るためならば手段を選ばない過激派。全員がミニマムを所有しているが、ほとんどが奇人変人の集まり。
代表兼リーダーは石神俊一だが、石神俊一がアートと手を組んだ後は代表兼リーダーはアート。石神俊一は代表補佐になる。
ところが、最後はアートに計画を阻止され、代表補佐の石神俊一がアートに殺害され、「フリーマム」は壊滅した。

## 登場人物
- 声はアニメ版・ゲーム版、演は舞台版のキャスト。
- 「」内はアニメ版での、〈〉内は漫画版でのミニマムの名称。

### ハマトラ探偵事務所
横浜で活動している探偵。元々はナイスとはじめの二人で、寂れたビルの屋上にあった物置小屋のような所を使って営んでいたが、学園からの要請で事務所を「カフェノーウェア」へと移し、テーブル一つを間借りして探偵事務所替わりとしている。上記の物置小屋はハマトラ3人の住居になっている。
ハマトラとは「横浜（ハマ）のトラブルシューター」を略したもの。
ナイス
声 - 逢坂良太、小林由美子（幼少期） / 演 - 高橋健介
本作の主人公で皮肉屋の少年。コンセプトは「天然で天才」。横浜で「ハマトラ探偵事務所」を営んでいる。
ファクルタース学園に所属していたが高等部で中退したものの、その時点での総合偏差値は91であり学園歴代1位の成績保持者。その変わった名前をよく人にバカにされるが、本人はこの名前を気に入っている。
「ーーなくね？」「ーーじゃね？」といったような言い回しを多用する。
法や規律、常識に縛られるのを嫌がり、自分の信念に準じて行動するために探偵をやっている。普段は無邪気かつ適当な少年で、綺麗な女性に目がないスケベな性格。能天気だが探偵としての洞察力や観察力は天性で、誰も視野に入れていない着眼点から解決に導いてしまう。自信に満ち溢れており自らが決めたことは絶対に曲げず、誰に対しても遠慮がない。
「本気の依頼を受けたい」という理由から"自分勝手な依頼"を断り、ファクルタース関連の依頼も突っぱねるなど依頼をより好みし、万年金欠状態で食べ物を買おうとしても代金が足りなかったり、カフェノーウェアでのテーブルの借用代や飲食のツケが溜まりに溜まっているなどギリギリの生活を送っている。
相棒のムラサキには全幅の信頼を寄せていて、彼の援護を前提に行動することも多い。
彼のいた実験施設でスキルを探していたところ監禁されていたはじめに出逢い、彼女に一目惚れした。それ故か何かと彼女を甘やかす態度が目立ち、他の者への対応とはかなり違う。
初速の5メートルの間のみ、音と同じ速さで動くことが出来る「音速のミニマム」〈霊長類最速の一歩（キャノンボール）〉を持つ。指を鳴らすことで発動するが、アニメ版では首にかけたヘッドホンを頭に装着してから指を鳴らして発動する。後に、漫画版終盤の事件でミニマムの使用に制限が付いてしまい、ヘッドホンを装着するのはその制限解除のトリガーである事が明かされた。
移動範囲が限られているものの、テリトリー内ならばほぼ瞬間移動に近い瞬発力を発揮し、相手がどんなミニマムを持っていたとしても5m以内ならば発動前にその力を完全に封じることができるため、ムラサキは彼のミニマムを「ミニマムキラー」と称した。一方で、連続使用をすると心臓への負担が大きいため、使用回数が限られるという短所を持つ。その上、副作用が出た場合はその場から動けなくなってしまう。
はじめを施設から連れ出した時、追っ手に撃たれ瀕死の重傷を負うが、モラルの手によりスキルの心臓を移植され一命をとりとめた。その影響でスキルのミニマムである「エゴのミニマム」と彼の残留思念がその身に宿っている。
ムラサキ
声 - 羽多野渉 / 演 - 黒藤結軌
本作の狂言回しでナイスと探偵コンビを組むクールな相棒の苦労人。
ファクルタース学園を歴代2位の成績で卒業した。卒業時点での総合偏差値は82。卒業した後も学園に所属していたが、学園の関係者が起こした事件を機に考え方を改め、学園を正式に辞めた。
合理的に考える自分と理想でありたい自分の狭間で感情が揺れ動いている。真面目なクールガイだが、それ故に曲者揃いのナイスたちに振り回されることもしばしば。
自らの弱さと向き合えない人間を嫌悪しており、そういった人間を見ると同情と苛立ちを露わにする。
ファクルタース学園の出身ではあるが、ナイスたちとは異なる支部に在籍していたため、在学中は彼らのことを知らなかった。ナイスに出会うまでは常にトップで負け知らずだったが、彼との出会いによりプライドを傷付けられる。
彼の才能に嫉妬しているが、今の自分では届かないと自覚もしているためその感情を表に出すことは少ない。そのため彼のことを越えるべき高い壁として目標にしており、同時に良きパートナーとして認めている。
ナイスとはじめは全くやる気が無いため家事を全て押し付けられており、その待遇はあまりの不憫さにバースデイがもらい泣きするほどである。しかし、時々空を眺めることで家事に追われる毎日を忘れることができるらしい。
ミニマムは、常人離れしたパワーを発揮する「偉力のミニマム」〈俺達に明日はない（オール・オア・ナッシング）〉。 眼鏡を外すと発動する。漫画開始時点では握力だけを強化する能力だったが、アニメ版では垂直のダストシュートを強引に駆け上がるなど、全身の身体能力を強化している。副作用が出ている者の中では特に症状が酷く、ミニマムを使用してからしばらく経っても手の震えが止まらなくなっていた。
アニメ開始の1年前の物語である漫画版ではファクルタース学園に所属しており、「ナイスを学園に連れ戻す」という任務を受け、成り行きでナイスと行動を共にする。当時はプライドが高く短気な性格となっている。
はじめ
声 - 加藤英美里 / 演 - 高橋紗妃（「-CROSSING TIME-」のみ）
本作のヒロインでナイスの探偵助手。サンバイザーとグローブを着用し、パーカーに短パンと全体的にボーイッシュな印象を与える装いの小柄な少女。
性格はドライで無頓着、自分から喋ることは少ない。また常に無表情で、どんな時でも泰然とした態度を崩さない。大喰らいで、登場時には大抵何かを食べている。ハンバーガーとカレーライスが大好きでハッカが苦手。
ムラサキが正式にハマトラに加わってからは依頼の手伝いをすることが減っており、アニメ版開始時点では既にマスコット的な存在になっている。もっぱらカフェ・ノーウェアで何かを食べているが、全てナイスのツケで注文しているため、テーブルの借用代も含めて借金が笑えない額になっている。
大量の孤児が被験者とした「後発ミニマムホルダー実験」の実験施設に監禁されていた過去を持ち、同時にその実験で初の成功例。当時は「success No.01（サクセスナンバーゼロイチ）」と呼ばれていた。
"はじめ"という名前はナイスが「success No.01」は名前っぽくないという理由で、No.01から連想してはじめちゃんと呼んだのが始まり。その際ナイスが目の前で死に掛けたことによりミニマムが暴走し、そのショックで記憶を失くすも、ナイスから貰った「はじめ」という名前だけは覚えていた。
かなりの怪力の持ち主でありハマトラの切り込み隊長。大人二人を瞬殺し、単身マフィアのアジトに乗り込み、ボスの部屋に至るまでの警備の組員を一人で全滅させるほどの実力を持ち、食べ物が絡むと本気のスリーを圧倒できるほどの強さを見せる。
所有するミニマムは、他者のミニマムを無効化する「虚無のミニマム」。自身の「絶望」をトリガーに発動し、発動時には瞳が赤く光る。紫色の光を周囲に放ち、その範囲内のミニマム能力を消し去ることができる。微弱ながらも常に発動しており、それがナイスらの副作用の原因となっている。本質的には人間が持つ自我（エゴ）を消し去る力で、スキルの持つ「エゴのミニマム」とは対をなすミニマムであり、お互いに打ち消し合う性質を持つ。
「虚無のミニマム」によって自我（エゴ）を消された者は、アートにミニマムを抜かれた者と非常によく似た症状が発症し、無気力で覇気のない姿となってしまう。

### その他の主要人物
アート
声 - 神谷浩史、小清水亜美（幼少期） / 演 - 栩原楽人
21歳にして階級は警視のエリート警察官。ナイスとハニーの「ファクルタース学園」時代からの旧友。物事や言葉遣いが穏やかだが、強い正義感の持ち主で努力家。甘党でコーヒーには大量の砂糖を入れる。本作の裏主人公というべき存在で、『Re:』の事件の首謀者。
ファクルタース学園出身だが、学園歴史上で唯一ミニマムが覚醒しなかった卒業生である。能力が無い弱者であることにコンプレックスを持ち、それを補おうと優秀な頭脳と必死な努力で今の地位に着いた秀才。
ミニマムホルダーたちの脳髄を狙った「連続猟奇殺人」を単身で躍起になって追う様子をナイスやスリーたちに懸念されるが、彼らの心配も虚しく、墓地で遭遇したモラルに射殺される。
しかし、直後にミニマムが覚醒したことで蘇生。同時に欠損していた「自分が弟・スキルを殺した記憶」が蘇り、彼の罪たるミニマム全てを根絶すべく暗躍を開始した。
ミニマムは、身体にいかなる怪我を負っても無傷の状態に戻る「再生のミニマム」。発動条件が彼の心臓にあるミニマムを司る中枢神経を損傷することだったため、その発動条件や「中枢神経は本来脳にあるもの」という常識から、本人さえも長らく知らないままだった。この力は先天的なものではなく、スキルが死の間際に願った「兄に生きていて欲しい」というエゴ（願望）が具現化した結果である。また、モラルの遺産である後発ミニマムホルダーの技術を使い、奪った他人のミニマムを使うこともできる。自身のミニマムで肉体の状態をリセットすることで多重保持の負担を軽減しているが、一度リセットするとそれまで体に取り込んでいたミニマムが使えなくなるというデメリットも存在する。
レシオ
声 - 中村悠一、小林沙苗（幼少期） / 演 - 髙﨑俊吾
便利屋家業を手伝う頼れる医者。横浜で医師を営む傍ら、バースデイの便利屋家業を手伝っている。ファクルタース学園でナイスらと同じクラスに在籍していたが、バースデイの後を追って自主退学した。
几帳面且つ潔癖症で、バースデイのずぼらな性格に頭を悩ませているが、彼のことを気遣っている。
ミニマムは、右眼で見た物の状態を詳しく見通す「透視のミニマム」〈真実と事実を見抜く眼（ユージュアルサスペクツ）〉。右眼の眼帯を外して発動し、発動中はレントゲンやサーモグラフィのような特殊な視界に切り替わる。ミニマム使用の副作用で一時的な身体の異常発熱に襲われた。
両腕には火炎放射器を内蔵したガントレットを装備し、自身のミニマムと併用した近接格闘術を得意とする。医者としての性分なのか、その際には律儀に相手へウィークポイントを教える癖がある。
幼少時代、自分のミニマムで高齢者の死期を予見することができ、その力に気付いた周囲から不吉な存在だと忌み嫌われていた。そんな時に学校で出会ったバースデイにも不治の病を察知して死を予言するが、それに抗い生還した彼に「（忌み嫌われていた）自分を殺してくれた恩人」と恩義を感じている。そんな彼を救うため、仕事の傍らマオを介して、どんな病も治すことができる「治癒のミニマムホルダー」を探している。
バースデイ
声 - 福山潤、渡辺明乃（幼少期） / 演 - 大島崚
横浜で便利屋家業を自ら営む青年。ファクルタース学園でナイスと同じクラスに在籍していたが、幼少期から不治の病に蝕まれており、その病が人材として支障を来すと判断され、学園からの指示で自主退学している。
一見すると飄々としており少しチャラい印象を与えるが、その外見や言動とは裏腹に曲がったことが大嫌いな、筋の通った性格をしている。
病気は幼少時代に手術をして一命をとりとめたものの、現在でも完治せずに潜伏した状態であり、再発すれば命に関わるらしい。そのため、「生への執着」が強く、便利屋以外にも思い付きで様々なことに挑戦している。
ミニマムは、全身から放電を行う「電撃のミニマム」〈死と電撃（ジャンク）〉。スタンガンを口に咥えて発動する。副作用によってミニマム使用後に電気を過剰に欲する症状が出るようになった。
ハニー
声 - 喜多村英梨
要人限定のボディーガードを経営する天才少女科学者。ドイツ系アメリカ人のハーフの巨乳美少女。互い違いのツインテールをしている。解析完了時に言う「げっちゅ」が決め台詞。常に愛用の自作スクリプト「マイティ」をインストールした端末を持ち歩いている。頭脳派だが性格は勝気で行動力があり、どちらかと言うとサディスト。その一方、繊細な一面を見せることもある。
ミニマムは「解析のミニマム」〈超美少女天才研究者の憂鬱（ビューティフルマインド）〉。チョコレートを口にすると発動する。「マイティ」が集めた街一帯の情報を集約し、それを解読して特定の場所で「10分後に発生する未来」を予見することができる。この「マイティ」が出したデータは、解析のミニマムを持つ彼女でなければ解読することが不可能。ただし、予知するには特定の場所を指定する必要があり、例えば「町全体」と広範囲で行うと、時間と手間がかかってしまう。また、予見する情景は閲覧するまで不明なので、それが本人にとって生理的に不快なもので無いかどうかも判断できないというメンタル面での弱点もある。副作用は「能力使用後の短時間の間人格が幼児退行する」。ミニマム機関医療科顧問でもある父・ドクトル（声 - 宝亀克寿）に要人暗殺のミニマムとして利用されそうになったため、彼のことを嫌っている。
スリー
声 - 村瀬克輝
ハニーの護衛として行動を共にする、獅子のような顔をした大男。元は軍人で、ファクルタース学園でアートの師として武術を指南していたこともある。
厳めしい外見に反して中身は紳士的で、任務中にも漫画に没頭しているなどずれてるところもある。また、仕事とは別に自分が設立した孤児院の理事を務め、戦争孤児となった自分が殺した人々の子息を保護している。いずれは成長した彼らに自分が殺されることで、自身の罪を断罪しようと考えていたが、ハニーに考えを改めさせられ、その意思もなくなった。
嘗ては紛争地帯を駆ける傭兵で、目に写る敵全てを殲滅する残虐性から「ブラッディビースト」と恐れられていた。しかし、同時に無垢な子どもたちを愛する情があり、現地の少年少女たちと心を通わせていたが、敵の爆弾に巻き込まれて見殺しにしてしまった過去を持つ。その戦場から帰還した直後の自暴自棄の状態でミニマム研究の被検体として能力が開花したことが明かされ、ハニーから「異例の年齢で発動した」と語られている。
ミニマムは、外見がより獣じみた姿になって身体能力を強化する「獣化のミニマム」。神父のように、手にした聖書らしき本の一節を読み上げると発動する。
コネコ
声 - 安野希世乃 / 演 - 酒井蘭（「-CROSSING TIME-」のみ）
ハマトラ探偵事務所の仲介役である、元気でしっかり者の少女。カフェノーウェアのオーナーでウェイトレスもしている。名前の通り猫のような尾を臀部から生やしており、本人の気分に反応して自由に動く。マオにも負けない守銭奴で、遠征依頼をハマトラが受けた際は、依頼主から支給された交通費を使わずセオ達の修学旅行に同行することで交通費分儲けるという手法をナイスらに吹き込んだ。
元は実験のためにミニマム機関に囚われていた孤児の1人だったが、マスターの離反の際に「ウェイトレスが要る」と言って連れ出された。
マスター
声 - 斧アツシ
カフェノーウェアでマスターをしているスキンヘッドで色黒の大男。本名は不明。
店を汚されることを何よりも嫌っており、店内で好き勝手するハマトラやその他の面々にはほとほと困り果てている。
元はミニマム機関の人間であり、研究員としてモラルやドクトルと共にはじめの実験に参加していたが、その実験で機関のやり方に反抗、自らの権限や立場と引き換えにはじめの自由とその世話役を勝ち取り、当時実験の被験者として監禁されていたコネコも連れて機関を抜け、カフェノーウェアを開いた。機関にいた頃は髪が生えていたが、機関を抜けたことを機にスキンヘッドにした。
コネコと共にはじめやナイスらを見守っており、極力介入しないようにしているが、問題が大きい場合は相応の対応を取って事態の収集を図る。
セオ、レイ
声 - 岡本信彦、大橋彩香
失踪した恩師北沢（声 - 佐藤拓也）の捜索を「ハマトラ」に依頼しに来た高校生。事件解決後もハマトラやカフェノーウェアの他のメンツとも親しくしている。お互い幼馴染の関係であり仲がいい。セオは明るい性格の少年で、第1期では自ら通う高校に潜入したナイスとムラサキをそれぞれ「ナイス君」、「ムラサキ先生」と呼んでいたが、『Re:』では呼び捨てにしている。レイはなかなかの美少女だが辛辣な言動が目立つ毒舌家で、よくセオを振り回している。
ガスケ
声 - 秋元羊介 / 演 - 金井祐介
アートとコンビを組むベテラン刑事。立場上は彼の部下だが、長い人生経験から先生のように思われており、対等に接している。
『Re:』において、ミニマムホルダー収容施設を襲撃したフリーマムに一人で立ち向かうが、彼らのミニマムによる攻撃を受けて死亡する。
マオ
声 - 江口拓也 / 演 - 田中稔彦（「-CROSSING TIME-」のみ）
中華街の裏路地に居座る情報屋。ナイスが情報を頼るものの、守銭奴であり、金欠な彼に手厳しい。
モラル
声 - 小野友樹 / 演 - 五十嵐啓輔
ファクルタース学園でミニマムの研究に携わっていた、長い白髪の美青年。巷で多発している「後発ミニマムホルダー事件」を引き起こしている謎の人物で、『THE ANIMATION』の事件の黒幕。採取したミニマムたちの脳髄をコレクションにしているサイコパス。ナイスによると曖昧な理由で、学園の職を辞任したらしい。
学園在籍時のナイスを目にした際、ナイスを一方的に「最強である事での孤独感」と感じていた。その為、後発ミニマムを仕立てあげて「最強のミニマム」を作り出し、ナイスと釣り合う存在を生み出そうと画策する。
自分の顔に触れることで他人に擬態する「変身のミニマム」を持つミニマムホルダーだが、後に警察から盗んだミニマムの脳髄から「零式のミニマム」を得る。半径10メートル以内の自分の位置を自由に変えるというワープ能力で、発動速度もナイスを上回るが、複数のミニマムを持つことは理論上不可能であり、最終的に肉体が限界を迎え、アートに射殺された。
モモカ
声 - 緒方恵美
表向きは生花店の店員だが、高レベルのハッカーとして暗躍する。その技術を活かし、モラルの助手として、モラルの野望に協力したが、最終話でガスケに踏み込まれ逮捕された。
『Re:』で最恐という名であらゆる方面から悪事を行っていた事が明かされ、アートやフリーマムに資金援助などもしている（また、アートに「モラルのスポンサーをしていた」と語っている）。
本来の服装は、赤い帽子に赤いドレスを着用しており、この姿でいる際は下着を一切着用していない。『Re:』にて左目の周りに火傷の痕がある事が明かされ、化粧でその痕を隠していた。
収容施設襲撃のおりアートの手引きで脱獄し、その後は彼らと行動を共にしている。はじめの精神を揺さぶるために彼女を攫い、かつて同じ実験の被験者となった少年少女らと戦わせた。
アートによって世界が変わっても自分だけが変わらない事を自問自答していたが、やがて「自分自身が何もない空っぽ、内心が虚無的であるため変わりようがない」と気づき、「つまらない」と言い放ち観覧車の中で花束に隠し持っていた銃で自殺した。
スキル
声 - 渕上舞
アートの弟で、作中では既に故人。
ミニマムに恵まれず苦しむ兄を思いやる優しい少年だったが、自身のミニマム覚醒が原因で、能力の効率的運用のため身体を機械に繋がれた挙句、実験に参加させられていた多くの子供たちを怪物に変えてしまったことから生きることに絶望し、アートに自分を殺すよう願い、彼の手で命を絶たれた。
しかし、その心臓はモラルの手で瀕死だったナイスに移植されており、最終決戦ではナイスやはじめ、そしてアートの前に幻影として現れた。
彼の持つ「エゴのミニマム」はエゴ、つまり人の願望を増幅させることで他者をミニマムホルダーとして覚醒させるという規格外の力だが、ミニマムの素養の無い者が力を受けるとアウトサイダーと呼ばれる異形の生物に変貌してしまうという欠点も持つ。発動時は金色の光を周囲に拡散させ、その範囲内に力を及ぼす。本来のミニマム発動のトリガーは「希望」。
彼の心臓を移植されたナイスがこのミニマムを受け継いでいることから、このミニマムの中枢は心臓に存在する模様。
チユウ
声 - ayami
イラストレーター。レシオとバースデイの同級生。共感覚の持ち主で、自分の気持ちや相手に伝えたいことを色の名前だけで表現する癖がある。
ミニマムホルダー暴動事件では一般市民の暴行を受け入院するが、傷が癒えた後行方をくらまし、「フリーマム」に身を寄せた。レシオ同様に「治癒のミニマムホルダー」を探している。
ミニマムは、自分や接触している物を見えなくする「透過のミニマム」。
石神 俊一（いしがみ しゅんいち）
声 - 竹内良太
ミニマムホルダーを管理しようとするファクルタース学園に反発する団体「フリーマム」の代表兼リーダー。
水や血液といった液体を超高温に至るまで沸騰させるミニマムを持つ。能力発動のトリガーは「自分の血を両目元に塗る」。
後にアートと手を組み、アートに「フリーマム」の代表兼リーダーを任せ、自身は「フリーマム」の代表補佐になる。彼のカリスマ性を利用して横浜にミニマムホルダー特区を作り、そこを統べる「箱庭の王」にならんとするが、初めからアートから「キモい」と思われており、アートから計画を阻止された上に一蹴され、ミニマムを奪われるまでもなくアートに射殺された。

#### 漫画版の登場人物
ユミ
「ハマトラ探偵事務所」に訪れた女性。内向的な性格で、本人に自覚はないがかなりのダイナマイトボディの持ち主。そのためストーカーが絶えず、「ハマトラ探偵事務所」の常連。
ノビカワ
声 - 川辺俊介
美容師の男性。身体の箇所を伸ばすミニマムを持ち、舌をマスク替わりにすることもできる。ユミが住むマンションの真上の部屋に住んでおり、陰でユミを付け狙っていたが、ナイスとムラサキに犯行を暴かれ、ナイスのミニマムで制裁された。アニメでも、第1期終盤の脱獄囚に交じって人を襲っている姿が確認できる。
ヒビキ
喉から超高音を発する野良ミニマムホルダー。仲間の聴覚に特化したミニマムホルダーと共に大量殺人を企てたが、自分の叫び声を上回る爆発音でかき消され、呆然としている隙にナイスの一撃を受け敗れた。
アニメ版ではモラルに拉致されており、その命と引き換えに大勢の人々の聴力を奪う仕掛けに組み込まれていたが、ナイスたちにより阻止された。
アカツキ シズク
ミニマムホルダーの少女。
右手で掴んだ物を爆破することができるミニマム〈爆弾少女（ファイアスターター）〉を持つ。その能力から「探知機に引っかからない爆弾」として、裏組織や政府機関にその存在を狙われており、姉のサユリの手で横浜最大のマフィア「ゲートファミリー」に預けられた。しかし、そこでも能力を利用されることになった上、能力酷使によって身体もボロボロになってしまう。サユリの依頼を受けたハマトラの手により救出され、さらに政府・マフィア両方の目前で偽装自殺を行うことで追手を振り切ることに成功する。その3ヶ月後、身を隠すため姉とともに海外に旅立った。

## テレビアニメ
2014年1月から3月にかけて第1期がテレビ東京ほかにて放送され、同年7月から9月にかけて第2期『Re:␣ ハマトラ』（リプライ ハマトラ）が放送された。
キャッチコピーは、第1期では「覚悟（エゴ）、それがヤツらの信念（ルール）」と「クライムサスペンス×ノンストップアクション」、第2期では「小さな奇跡（ミニマム）なんかいらない。」になっている。

### スタッフ
|                               | 第1期                                                                         | 第2期                                                                         |
| ----------------------------- | ----------------------------------------------------------------------------- | ----------------------------------------------------------------------------- |
| 原案                          | 小玉有起、松舞夏                                                              | 小玉有起、松舞夏                                                              |
| 原作                          | カフェノーウェア                                                              | カフェノーウェア                                                              |
| 総監督（第1期） 監督（第2期） | 岸誠二                                                                        | 岸誠二                                                                        |
| 助監督                        | -                                                                             | 安藤正臣                                                                      |
| シリーズディレクター          | 木村寛                                                                        | -                                                                             |
| シリーズ構成                  | 熊谷純                                                                        | 熊谷純                                                                        |
| シリーズ構成協力              | 待田堂子                                                                      | -                                                                             |
| プロジェクト構成              | 北島行徳                                                                      | 北島行徳                                                                      |
| キャラクター原案              | 小玉有起                                                                      | 小玉有起                                                                      |
| キャラクターデザイン          | 和図悠                                                                        | 和図悠                                                                        |
| キャラクターデザイン          | 伊藤依織子（チーフ）                                                          | 黒澤桂子                                                                      |
| カラーアート ディレクション   | ファンタジスタ歌磨呂                                                          | -                                                                             |
| メカ・プロップ デザイン       | -                                                                             | 廣瀬智仁                                                                      |
| 音響監督                      | 飯田里樹                                                                      | 飯田里樹                                                                      |
| 美術監督                      | 永吉幸樹                                                                      | 榊枝利行                                                                      |
| 色彩設計                      | 岡田絵美子                                                                    | 柳澤久美子                                                                    |
| 撮影監督                      | 久野利和                                                                      | 塩見和欣                                                                      |
| 編集                          | 高橋歩                                                                        | 坂本雅紀                                                                      |
| CGディレクター                | 越田祐史                                                                      | 越田祐史                                                                      |
| 音楽                          | 吉森信                                                                        | 吉森信                                                                        |
| 音楽制作                      | DIVE II entertainment                                                         | DIVE II entertainment                                                         |
| 音楽プロデューサー            | 大胡寛二                                                                      | 大胡寛二                                                                      |
| プロデューサー                | 田中宏幸、瀧内泉、紅谷佳和、清水美佳 高篠秀一、興野裕之、金庭こず恵、松下直樹 | 田中宏幸、瀧内泉、紅谷佳和、清水美佳 高篠秀一、興野裕之、金庭こず恵、松下直樹 |
| プロデューサー                | 石垣毅                                                                        | 戸田裕堂、馬場楊子                                                            |
| アニメーション プロデューサー | -                                                                             | 比嘉勇二                                                                      |
| アニメーション制作            | NAZ Inc.                                                                      | Lerche                                                                        |
| 製作                          | ハマトラ製作委員会                                                            | ハマトラ製作委員会                                                            |

### 主題歌
「FLAT」
livetune adding Yuuki Ozaki（from Galileo Galilei）による第1期オープニングテーマ。作詞・作曲・編曲はkz。
「Hikari」
羽多野渉による第1期エンディングテーマ。作詞・作曲は永谷喬夫、編曲は山下洋介。
「千の翼」
livetune adding Takuro Sugawara（from 9mm Parabellum Bullet）による第2期第1 - 10話オープニングテーマ。作詞・作曲・編曲はkz。第12話ではエンディングとして使用。
「Brand New World」
ayamiによる第2期エンディングテーマ。作詞・作曲は加藤裕介、編曲は山下洋介。
「Fight For The Freedom」
木村昴による第2期第11話挿入歌。作詞は木村、作曲・編曲は鳴瀬シュウヘイ。

### 各話リスト
| 話数     | サブタイトル                | 脚本       | 絵コンテ          | 演出             | 作画監督                                                                      | 総作画監督 |
| 第1期    | 第1期                       | 第1期      | 第1期             | 第1期            | 第1期                                                                         | 第1期      |
| -------- | --------------------------- | ---------- | ----------------- | ---------------- | ----------------------------------------------------------------------------- | ---------- |
| File-01  | コロンブスの卵              | 熊谷純     | 三浦和也          | 木村寛           | 伊藤依織子、小峰正頼 Han Hyun Joong（アクション）                             | 伊藤依織子 |
| File-02  | 愛しきクソヤロウ            | 熊谷純     | 高橋丈夫          | 上野史博         | 門智昭、満若高代 小磯沙矢香 Han Hyun Joong（アクション）                      | 番由紀子   |
| File-03  | 持つ者、持たざる者          | 熊谷純     | 高橋成世          | 佐々木勅嘉       | 末田晃大、大西陽一 諏訪壮大、山本真理子 山口光紀 Han Hyun Joong（アクション） | 伊藤依織子 |
| File-04  | 彷徨うトーテムポール        | 熊谷純     | 高橋丈夫          | 鈴木拓磨         | 小峰正頼、津熊健徳 小島えり、大西陽一 服部憲知 Han Hyun Joong（アクション）   | 番由紀子   |
| File-05  | 汗と筋肉と私                | 熊谷純     | 増田敏彦          | 寺澤伸介         | Lim Chea Duck                                                                 | -          |
| File-06  | 預言者の苦悩                | 熊谷純     | 西澤晋            | 伊藤史夫         | 陳梅花、UEC Han Hyun Joong（アクション）                                      | -          |
| File-07  | 黒いコスモス                | 熊谷純     | 工藤進            | 吉田俊司         | 小峰正頼、岩岡優子 陳梅花、冨澤佳也乃 Han Hyun Joong（アクション）            | 伊藤依織子 |
| File-08  | ゴーヤは血に濡れて          | 熊谷純     | 田所修            | 西村大樹         | 青木真理子、武藤和浩 三宅雄一郎 Han Hyun Joong（アクション）                  | -          |
| File-09  | 美少女と野獣                | 熊谷純     | 増田敏彦          | 鈴木信一         | 鈴木信一                                                                      | -          |
| File-10  | 弱者の行進                  | 熊谷純     | 西澤晋            | 浅見松雄         | 竹上貴雄、小平はじめ Kim Daehun                                               | -          |
| File-11  | 勝者の敗走                  | 熊谷純     | 工藤進            | 伊藤史夫         | 斉藤和也、佐々木勅嘉 坂本龍典（アクション）                                   | 伊藤依織子 |
| File-12  | 覚悟（エゴ）                | 熊谷純     | 上野史博          | 上野史博         | 中島美子、陳梅花 武智敏光、冨澤佳也乃 伊藤依織子                              | 伊藤依織子 |
| 第2期    |                             |            |                   |                  |                                                                               |            |
| Re:01    | Melancholy of Her           | 熊谷純     | 安藤正臣          | 安藤正臣         | 黒澤桂子、幸野浩二                                                            | 黒澤桂子   |
| Re:02    | Art Returns                 | 熊谷純     | 鈴木芳成 安藤正臣 | 鈴木芳成         | 門智昭、鎌田祐輔                                                              | 黒澤桂子   |
| Re:03    | Madness Flower              | 熊谷純     | 齋藤徳明          | 金森勝           | 李少雷、管振宇                                                                | 黒澤桂子   |
| Re:04    | For whom Talent             | 熊谷純     | 鈴木行            | 橋口洋介         | 幸野浩二、廣瀬智仁                                                            | 黒澤桂子   |
| Re:05    | Buddy's Wishes              | 熊谷純     | 島津裕行          | 牛草健           | 鶴元慎子、樋口博美 安形佳己                                                   | 黒澤桂子   |
| Re:06    | Advent                      | 待田堂子   | 木村真一郎        | いとがしんたろー | 門智昭、鎌田祐輔                                                              | 黒澤桂子   |
| Re:07    | Emergency Room 24 hours     | 中村浩二郎 | 安藤正臣 鈴木行   | 鈴木芳成         | 大沢美奈、幸野浩二                                                            | 黒澤桂子   |
| Re:08    | Worst Promise & Best Memory | 熊谷純     | 村田峻治          | 佐藤和磨         | 廣瀬智仁、樋口博美                                                            | 黒澤桂子   |
| Re:09    | Symphony in the Moonlight   | 中村浩二郎 | 斎藤徳明          | 金森勝           | 管振宇、李少雷 平松裕子、安形佳己                                             | 黒澤桂子   |
| Re:10    | For whom to duel            | 村田治     | 島津裕行          | 牛草健           | 門智昭、鎌田祐輔                                                              | 黒澤桂子   |
| Re:11    | End of Yokohama             | 熊谷純     | 木村真一郎        | いとがしんたろー | 幸野浩二、大沢美奈 樋口博美、鎌田祐輔                                         | 黒澤桂子   |
| Final:12 | Re:Resolution[EGO]          | 熊谷純     | 鈴木行 安藤正臣   | 安藤正臣         | 安形佳己、廣瀬智仁 黒澤桂子、山形孝二 鎌田祐輔、荻野美希                      | 黒澤桂子   |

### 放送局
| 放送地域   | 放送局             | 放送期間                | 放送日時           | 放送系列                     | 備考                                                                                     |
| 第1期      | 第1期              | 第1期                   | 第1期              | 第1期                        | 第1期                                                                                    |
| ---------- | ------------------ | ----------------------- | ------------------ | ---------------------------- | ---------------------------------------------------------------------------------------- |
| 関東広域圏 | テレビ東京         | 2014年1月7日 - 3月25日  | 火曜 25:40 - 26:10 | テレビ東京系列               |                                                                                          |
| 愛知県     | テレビ愛知         | 2014年1月8日 - 3月26日  | 水曜 26:35 - 27:05 | テレビ東京系列               |                                                                                          |
| 大阪府     | テレビ大阪         | 2014年1月10日 - 3月28日 | 金曜 26:10 - 26:40 | テレビ東京系列               |                                                                                          |
| 日本全域   | AT-X               | 2014年1月11日 - 3月29日 | 土曜 20:00 - 20:30 | CS放送                       | リピート放送あり                                                                         |
| 日本全域   | ニコニコ生放送     | 2014年1月11日 - 3月29日 | 土曜 22:00 - 22:30 | ネット配信                   |                                                                                          |
| 日本全域   | ニコニコチャンネル | 2014年1月11日 - 3月29日 | 土曜 22:30 更新    | ネット配信                   | 最新話1週間無料                                                                          |
| 韓国全域   | Animax Korea       | 2014年1月11日 - 3月29日 | 土曜 24:30 - 25:00 | CS放送 IP放送 ケーブルテレビ | 韓国語字幕あり File-01は24:00 - 24:30に放送 2週目から24:00 - 24:30に先週分のリピート放送 |
| 日本全域   | バンダイチャンネル | 2014年1月12日 - 3月30日 | 日曜 12:00 更新    | ネット配信                   |                                                                                          |
| 日本全域   | dアニメストア      | 2014年1月12日 - 3月30日 | 日曜 12:00 更新    | ネット配信                   | 見放題サービス利用者は全話見放題                                                         |
| 日本全域   | あにてれしあたー   | 2014年1月12日 - 3月30日 | 日曜 更新          | ネット配信                   |                                                                                          |
| 第2期      |                    |                         |                    |                              |                                                                                          |
| 関東広域圏 | テレビ東京         | 2014年7月7日 - 9月22日  | 月曜 26:05 - 26:35 | テレビ東京系列               |                                                                                          |
| 大阪府     | テレビ大阪         | 2014年7月8日 - 9月23日  | 火曜 26:10 - 26:40 | テレビ東京系列               |                                                                                          |
| 愛知県     | テレビ愛知         | 2014年7月9日 - 9月24日  | 水曜 26:35 - 27:05 | テレビ東京系列               |                                                                                          |
| 日本全域   | AT-X               | 2014年7月10日 - 9月25日 | 木曜 21:00 - 21:30 | CS放送                       | リピート放送あり                                                                         |
| 日本全域   | ニコニコ生放送     | 2014年7月10日 - 9月25日 | 木曜 22:30 - 23:00 | ネット配信                   |                                                                                          |
| 日本全域   | ニコニコチャンネル | 2014年7月10日 - 9月25日 | 木曜 23:00 更新    | ネット配信                   | 最新話1週間無料                                                                          |
| 日本全域   | バンダイチャンネル | 2014年7月11日 - 9月26日 | 金曜 12:00 更新    | ネット配信                   |                                                                                          |
| 日本全域   | dアニメストア      | 2014年7月11日 - 9月26日 | 金曜 12:00 更新    | ネット配信                   | 見放題サービス利用者は全話見放題                                                         |

### BD / DVD
| 巻 | 発売日        | 収録話          | 規格品番   | 規格品番   |
| 巻 | 発売日        | 収録話          | BD初回版   | DVD初回版  |
| -- | ------------- | --------------- | ---------- | ---------- |
| 1  | 2014年4月25日 | 第1話 - 第3話   | AVXA-74329 | AVBA-74345 |
| 2  | 2014年5月30日 | 第4話 - 第6話   | AVXA-74330 | AVBA-74346 |
| 3  | 2014年7月25日 | 第7話 - 第9話   | AVXA-74331 | AVBA-74347 |
| 4  | 2014年8月29日 | 第10話 - 第12話 | AVXA-74332 | AVBA-74348 |

| 巻 | 発売日         | 収録話          | 規格品番   | 規格品番   |
| 巻 | 発売日         | 収録話          | BD初回版   | DVD初回版  |
| -- | -------------- | --------------- | ---------- | ---------- |
| 1  | 2014年10月31日 | 第1話 - 第3話   | EYXA-10013 | EYBA-10005 |
| 2  | 2014年11月28日 | 第4話 - 第6話   | EYXA-10014 | EYBA-10006 |
| 3  | 2014年12月26日 | 第7話 - 第9話   | EYXA-10015 | EYBA-10007 |
| 4  | 2015年1月30日  | 第10話 - 第12話 | EYXA-10016 | EYBA-10008 |

### CD
| 発売日         | タイトル                                                       | 規格品番                                     |
| -------------- | -------------------------------------------------------------- | -------------------------------------------- |
| 2014年3月26日  | ハマトラ キャラクターファイルシリーズ File-01 ナイス           | AVCA-74292                                   |
| 2014年3月26日  | ハマトラ キャラクターファイルシリーズ File-02 ムラサキ         | AVCA-74293                                   |
| 2014年4月23日  | ハマトラ オリジナルサウンドトラック コロンブスの卵のスープ     | AVCA-74289/90（初回盤） AVCA-74291（通常盤） |
| 2014年4月23日  | ハマトラ キャラクターファイルシリーズ File-03 アート           | AVCA-74294                                   |
| 2014年4月23日  | ハマトラ キャラクターファイルシリーズ File-04 モラル           | AVCA-74295                                   |
| 2014年5月28日  | ハマトラ キャラクターファイルシリーズ File-05 レシオ           | AVCA-74296                                   |
| 2014年5月28日  | ハマトラ キャラクターファイルシリーズ File-06 バースデイ       | AVCA-74297                                   |
| 2014年11月19日 | リプライ ハマトラ オリジナル・サウンドトラックEveryone Has It! | EYCA-10133                                   |
| 2015年12月23日 | HAMATORACKS                                                    | EYCA-10728                                   |

## 劇場アニメ
2015年3月8日、劇場版の制作が発表された。
2015年11月14日より、『Fw:ハマトラ』（フォワードハマトラ）のタイトルで2週間限定で公開。アニメ第1期および第2期にナイスとムラサキによる新規撮り下ろしナレーションを加えた総集編。
構成・脚本は熊谷純、編集は10GAUGE。主題歌は羽多野渉の「Rolling life」。

## 短編アニメ
『ミニはま-MINIMUM HAMATORA-』は、私立はまとら学園が舞台の約6分のオリジナル・テレビアニメ。2015年11月より2016年1月までAT-Xて放送。全8話+劇場版2話。
また、上記劇場版『Fw:ハマトラ』の同時上映作として前後編が劇場公開されている。

### スタッフ（ミニはま）
- 監督 - 安藤正臣
- 構成・脚本 - 中西やすひろ
- キャラクターデザイン・作画監督 - 伊藤麻由加
- 美術監督 - 日下部夏月
- 音楽 - 奈良崎彰
- プロデューサー - 大胡寛二、磯輪のぞみ
- アニメーションプロデューサー - 比嘉勇二
- アニメーション制作 - ラルケ

### 主題歌（ミニはま）
「Little Crazy」
ハマトラ-ナイス&ムラサキ-（逢坂良太&羽多野渉）による主題歌。作詞はFreedel・SpiralS、作曲はhirao（SpiralS）、編曲はmukai（SpiralS）。
「Hikari」
第8話挿入歌。

### 各話リスト（ミニはま）
| 話数       | サブタイトル                                                                     | 絵コンテ | 演出     |
| ---------- | -------------------------------------------------------------------------------- | -------- | -------- |
| #1         | このアニメは本編とは一切関係ありません                                           | 大橋明代 | 大橋明代 |
| #2         | やればできる子がやったとこ本当に見たことあんの？                                 | 大橋明代 | 大橋明代 |
| #3         | 俺はキャラの方向性に悩んでいるんだ、バースデイ                                   | 大橋明代 | 大橋明代 |
| #4         | 外見より中身ってセリフはやんわりした否定の言葉だって早く気付いて！               | 大橋明代 | 大橋明代 |
| #5         | ボクは興味の無いメッセージにはとりあえずスタンプを押しておけばいいと思っているよ | 木野目優 | 大橋明代 |
| #6         | 壇上に立つとウケる話をしなくちゃいけない気がするが、それは気のせいだ             | 木野目優 | 大橋明代 |
| #7         | スイーツ男子を舐めるな                                                           | 大橋明代 | 大橋明代 |
| #8         | 最終回？ それおいしいの？                                                        | 大橋明代 | 大橋明代 |
| 劇場版前編 | PV映像は本編とは関係ありません                                                   | 大橋明代 | 大橋明代 |
| 劇場版後編 | 文化祭には必ず女装する男子生徒が3人はいる。そしてひとりはハマる。                | 大橋明代 | 大橋明代 |

### 放送局（ミニはま）
| 放送期間                     | 放送時間           | 放送局 | 対象地域 | 備考 |
| ---------------------------- | ------------------ | ------ | -------- | ---- |
| 2015年11月2日 - 2016年1月4日 | 月曜 21:24 - 21:30 | AT-X   | 日本全域 |      |

| 配信期間        | 配信時間  | 配信サイト | 備考 |
| --------------- | --------- | ---------- | ---- |
| 2015年11月1日 - | 日曜 更新 | dTV        |      |

## ラジオ
『ハマトラジオ from カフェノーウェア』は、ラジオ大阪で2013年12月29日より2014年9月28日まで毎週日曜22時30分 - 23時00分に放送されていたラジオ番組。放送翌日にはニコニコ動画、HiBiKi Radio Station、アニメイトTVでも配信されている。パーソナリティは逢坂良太（ナイス役）、羽多野渉（ムラサキ役）。
ゲスト
- 第4回・第24回 - 安野希世乃（コネコ役）
- 第6回・第28回 - 加藤英美里（はじめ役）
- 第8回 - 福山潤（バースデイ役）
- 第10回 - 喜多村英梨（ハニー役）
- 第12回 - 江口拓也（マオ役）
- 第15回 - 小野友樹（モラル役）
- 第18回 -  神谷浩史（アート役）
- 第21回 -  村瀬克輝（スリー役）
- 第23回 -  岡本信彦（セオ役）
- 第31回 - 中村悠一（レシオ役）
- 第33回 - 高橋健介（舞台版 ナイス役）、黒藤結軌（舞台版 ムラサキ役）

## 漫画
『週刊ヤングジャンプ』（集英社）にて同名の漫画版が2013年51号から週刊連載となり、2014年15号から2015年2号まで月1連載された。漫画版は北島行徳が原作、作品・キャラクター原案を務める小玉が作画を担当。テレビアニメ版の1年前の時間軸である2013年のハマトラを描いているが、「ミニマムは人間の突然変異的能力」等、設定には異なる箇所がある。キャッチコピーは「小さな奇跡を信じるかい?」と「バトル&ミステリー」。話数カウントは「第○話」。
- 北島行徳（シナリオ）・小玉有起（漫画） 『ハマトラ THE COMIC』 集英社〈ヤングジャンプ・コミックス〉、全3巻
  1. 2014年2月24日第1刷発行（2月19日発売[5]）、ISBN 978-4-08-879665-9
  2. 2014年7月23日第1刷発行（7月18日発売[6]）、ISBN 978-4-08-879870-7
  3. 2015年2月24日第1刷発行（2月19日発売[7]）、ISBN 978-4-08-890119-0

## 小説
『JUMP j BOOKS』（集英社）にて小説版が刊行された。
- 小玉有起、松舞夏（原案）・藤原健市（著）・冨澤佳也乃（イラスト作画）・岡田絵美子（イラスト仕上）・NAZ（制作会社）『ハマトラ THE NOVEL』 集英社〈JUMP j BOOKS〉
  - 2014年7月18日第1刷発売[8]、ISBN 978-4-08-703325-0

## ゲーム

### リアル謎解きゲーム
ハマトラ×ナゾメイト
横浜ランドマークホールを会場にナゾメイトの主催により2014年7月5日に3回、同年7月6日に5回開催。参加料が必要。
Re：␣alナゾトキ「Re：␣ハマトラ」（リアルナゾトキ リプライハマトラ）
サプラニアの企画制作、相鉄グループ/横浜中華街発展会協同組合の協力で2014年8月8日から9月23日にかけて2パターン開催。どちらも解析アプリ「iDeye」を利用することで、そこにはない手がかりや情報が得られた。いずれも無料の企画である。
- An incident in YOKOHAMA

参加パンフレットを手に、実際の横浜市内を巡って捜索する。「中華街編」と「横浜編」の2つのステップある。
- An incident in social network

WEBサイト上で謎を解く。「能力を暴け！」と「バースデイの目覚め」の2つのステップがある。

### コンシューマーゲーム
ハマトラ Look at Smoking World
ニンテンドー3DS用ソフトとしてフリューより2014年7月17日発売。アニメや漫画とはまた異なるシナリオで、日本の神戸が舞台。

## 舞台
『ハマトラ THE STAGE -CROSSING TIME-』が2014年8月16日から8月24日にかけて東京・俳優座劇場を会場に全12公演が行われ、『ハマトラ THE STAGE -DOUBLE MISSION-』が2015年3月14日から3月22日 (ただし同年3月16日・3月17日は休演）にかけて東京・星陵会館ホールを会場に全10公演が行われた。

### キャスト（舞台）
#登場人物を参照。アンサンブルは割愛。

### スタッフ（舞台）
括弧書きの特筆がなければ第1作目と2作目共通。
- 原作：カフェノーウェア/ハマトラ製作委員会
- 企画：庄司清彦（映劇）
- 製作：酒井大（ローソンチケット）（第1作）、沖本健一(ライブゲート)（第1作）、高橋正佳（映劇）、勝股英夫（エイベックス・ピクチャーズ）
- プロデューサー：南山晴夫（ローソンチケット）（第1作）、志賀貴彦（ローソンチケット）（第1作）、齊藤友（ライブゲート）（第1作）、櫻井めぐみ（映劇）（第1作）、三井洋子（映劇）、太田裕輝（映劇）
- 脚本：菅野臣太朗（第1作）、加藤真紀子（第2作）
- 演出：加藤真紀子
- 作詞：菅野臣太朗
- 音楽・歌唱指導：s.i.s
- 音響：門田圭介（第1作）、牛若実（第2作）
- 照明：糸賀大樹（アクア）
- 美術：照井旅詩
- 衣裳：小泉美都、杉澤香織
- ヘアメイク：コウゴトモヨ
- 造形：林屋陽二、との
- 殺陣：下川真矢（B・O・S）
- 振付：千紗子（PUPA）
- 舞台監督：小野哲史（第1作）、西廣奏（第2作）
- 演出助手：とみ一（第1作）、岡田奏（JMP）
- 現場制作：坂本健（第1作）、椎木三奈（Ask）（第2作）、宮崎智子（ライブゲート）
- ラインプロデューサー：古河聰（Ask）
- キャスティング：ライブゲート（第1作）、映劇
- シナリオスーパーバイザー：土橋郁哉（映劇）（第1作）
- チケッティング：ローソンチケット（第1作）
- マーケティング担当：日下芽生（映劇）
- 協力プロデューサー：太田裕輝（映劇）
- マーケティング：公野研究室(文京学院大学)
- 宣伝デザイナー：CO2（第1作）
- 宣伝デザインディレクター：鎌田美咲（映劇）（第2作）
- 監修：伊藤和晃、大胡寛二、磯輪のぞみ（エイベックス・ピクチャーズ）
- プロダクション・スーパーバイザー：くのつとむ
- 企画プロデューサー：豊陽子（映劇）
- 制作：映劇
- 舞台制作協力：ライブゲート（第1作）
- 主催：HAMATORA STAGE PROJECT（第1作）、HAMATORA STAGE PROJECT Ⅱ（第2作）

### DVD（舞台）
| タイトル                            | 発売日         | 規格品番   | 発売元       |
| ----------------------------------- | -------------- | ---------- | ------------ |
| ハマトラ THE STAGE -CROSSING TIME-  | 2015年2月27日  | EYBA-10311 | エイベックス |
| ハマトラ THE STAGE -DOUBLE MISSION- | 2015年10月28日 | DEG-109    | 映劇         |